# Bourmont
Bourmont ist eine Ortschaft und eine Commune déléguée in der französischen Gemeinde Bourmont-entre-Meuse-et-Mouzon mit 387 Einwohnern (Stand 1. Januar 2022) im Département Haute-Marne in der Region Grand Est.
Mit Wirkung vom 1. Juni 2016 wurden die Gemeinden Bourmont und Nijon zu einer Commune nouvelle mit dem Namen Bourmont-entre-Meuse-et-Mouzon zusammengelegt.

## Geografie
Bourmont liegt am rechten Ufer der oberen Maas, die hier tief in das Plateau von Langres einschneidet. Das Gebiet gliedert sich in einen auf etwa 330 m hoch gelegenen Westteil an der Maas und einen Ostteil, der nach einer markanten Geländestufe ein von Wald bedecktes Plateau auf ca. 450 m Meereshöhe bildet (Bois de Bourmont). Das Dorf Bourmont thront auf der Spitze eines langgezogenen Bergsporns namens Montagne du Conat etwa hundert Meter über der Maas.
Zur Commune déléguée Bourmont gehört auch der Ortsteil Gonaincourt – bis 1973 eine selbständige Gemeinde.

## Bevölkerungsentwicklung
| Jahr                       | 1962 | 1968 | 1975 | 1982 | 1990 | 1999 | 2014 |
| Einwohner                  | 635  | 657  | 697  | 571  | 598  | 533  | 493  |
| Quellen: Cassini und INSEE |      |      |      |      |      |      |      |

## Sehenswürdigkeiten
- Kirche Mariä Himmelfahrt (Église de l’Assomption-de-Notre-Dame)
- Kirche St. Joseph
- Kirche St. Martin im Ortsteil Gonaincourt

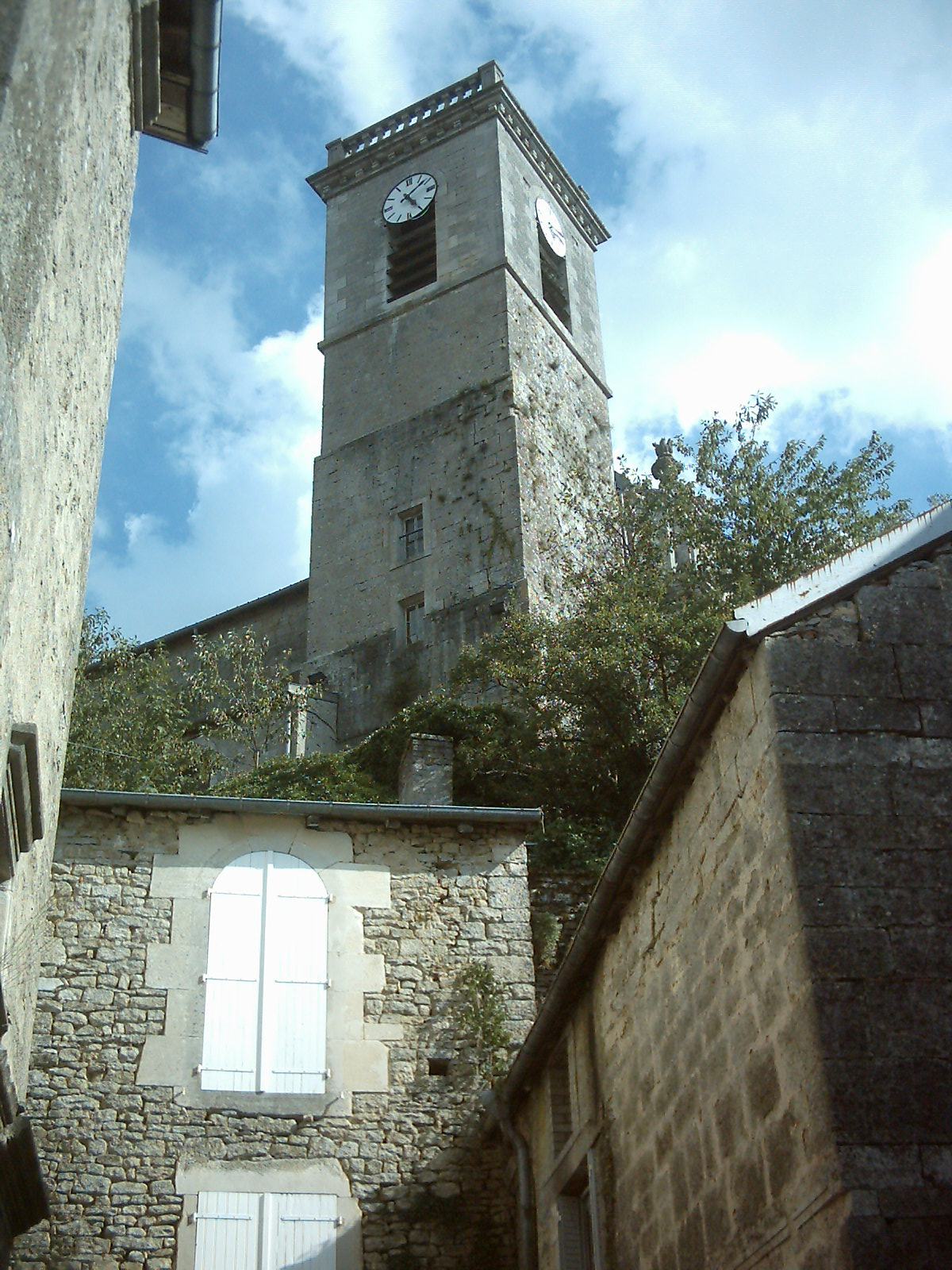
Kirche Mariä Himmelfahrt

- Felsenklippe Falaise de Cona

## Wirtschaft und Infrastruktur
In Bourmont sind neun Landwirtschaftsbetriebe ansässig (Getreide- und Gemüseanbau, Milchwirtschaft).
Durch Bourmont führt die Fernstraße D 16 von Leurville nach Vrécourt. Zwölf Kilometer südöstlich von Beirmont besteht ein Anschluss an die Autoroute A 31 von Toul nach Langres. Der anderthalb Kilometer von Essegney entfernte Bahnhof Charmes liegt an der Bahnstrecke Blainville-Damelevières–Lure. Am Maasufer verläuft die Bahnstrecke Culmont-Chalindrey–Toul ohne Halt.

## Persönlichkeiten
- Edmond Haraucourt, französischer Schriftsteller, geboren am 18. Oktober 1856 in Bourmont

## Belege
1. ↑  https://www.legifrance.gouv.fr/eli/arrete/2016/5/23/INTB1617406A/jo Fusionsdekret vom 23. Mai 2016
2. ↑  Gonaincourt auf cassini.ehess.fr
3. ↑  Bourmont auf cassini.ehess.fr
4. ↑  Landwirtschaftsbetriebe auf annuaire-mairie.fr (französisch)